# ブレット・ハートマン
ブレット・ハートマン（Brett Hartmann 1987年8月17日- ）はウィスコンシン州メノモニーフォールズ出身のアメリカンフットボール選手。現在NFLのヒューストン・テキサンズに所属している。ポジションはパンター。

## 経歴
大学時代は中央ミシガン大学でプレーした。2011年のNFLドラフトでは指名されなかった。7月28日、ヒューストン・テキサンズとドラフト外フリーエージェントで契約を結んだ。8月30日に解雇されたが、ブラッド・メイナードが解雇された後、9月5日にテキサンズと再契約を結んだ。12月4日のアトランタ・ファルコンズ戦で前十字靭帯(ACL)を痛め、12月6日に故障者リスト入りした。ハートマンの欠場後、テキサンズではマット・タークがパンターとしてプレーした。この年平均44.4ヤード、ネットで37.8ヤードを蹴っている。
2012年3月、NFLより薬物規定違反を理由に4試合の出場停止処分を受けた。このうち1試合はボルチモア・レイブンズとのプレーオフがあてられ、2012年の開幕から3試合出場停止とされた。プレシーズンにテキサンズから解雇された。
2012年11月、リライアント・スタジアムの危険な芝のせいで、キャリアを終える負傷をしたと訴えを起こした。この訴えについて、テキサンズのヘッドコーチ・ゲイリー・キュービアックは「スタジアムの状態は素晴らしく、スタッフはよくしてくれている。」とコメントしている。なお同スタジアムでは、2009年、レギュラーシーズン最終週のニューイングランド・ペイトリオッツ対テキサンズ戦が行われ、ウェス・ウェルカーが芝に足を取られて負傷、ビル・ベリチックヘッドコーチは芝が危険な状態だったと語っている。